# Кестон Бледмен
Кестон Бледмен  (англ. Keston Bledman; нар. 8 березня 1988) — тринідадський легкоатлет, олімпійський медаліст.

## Виступи на Олімпіадах
| Олімпіада   | Дисципліна              | Місце          |
| ----------- | ----------------------- | -------------- |
| Пекін 2008  | естафета 4 x 100 метрів | 2              |
| Лондон 2012 | біг на 100 метрів       | 4 (1 півфінал) |
| Лондон 2012 | естафета 4 x 100 метрів | 3              |
| Ріо 2016    | біг на 100 метрів       | 5 (5 забіг)    |
| Ріо 2016    | естафета 4 x 100 метрів | DSQ            |